# Púcuro
Púcuro è un comune (corregimiento) della Repubblica di Panama situato nel distretto di Pinogana, provincia di Darién. Si estende su una superficie di 78,4 km² e conta una popolazione di 356 abitanti (censimento 2010).